# Germania (Costa Rica)
Germania es un distrito del cantón de Siquirres, en la provincia de Limón, de Costa Rica.

## Historia
Germania fue creado el 19 de septiembre de 1911 por medio de Ley 11.

## Geografía
Germania cuenta con un área de 33,96 km² y una altitud media de 106 m s. n. m.

## Demografía
Para el año 2022, Germania cuenta con una población estimada de 3400 habitantes, y para el último censo efectuado, en 2011, Germania contaba con una población de 2471 habitantes.

## Localidades
- Barrios: América, Babilonia.
- Poblados: Cacao, Colombiana, Herediana, Milano, Trinidad, Williamsburg.

## Transporte

### Carreteras
Al distrito lo atraviesan las siguientes rutas nacionales de carretera:
- Ruta nacional 32
- Ruta nacional 415
- Ruta nacional 812